# Oberliga Niedersachsen/Bremen
La Oberliga Niedersachsen/Bremen fue una liga de fútbol de cuarta división de Alemania que existió desde la creación de la Regionalliga Nord en 1994 hasta la creación de la Oberliga Nord en 2004.

## Historia
Fue creada en el año 1994 como el reemplazo de la Oberliga Nord junto a la Oberliga Hamburg/Schleswig-Holstein y la creación de la Regionalliga Nord como la tercera división de Alemania. Fue creada con 16 equipos provenientes de Baja Sajonia y Bremen, la asociación de fútbol más pequeña de las 21 que hay en Alemania.
El campeón obtenía el ascenso directo a la Regionalliga Nord hasta el año 2000 cuando decidieron reducir el número de Regionalligas de 2 y en 2004 se decidió el retorno de la Oberliga Nord para dar una plaza directa a la Regionalliga Nord, por lo que la The Oberliga Niedersachsen/Bremen desapareció tras 10 temporadas de actividad.

## Equipos

### Fundadores
Estos fueron los 16 equipos que disputaron la primera temporada en 1994/95:
| - Preußen Hameln - FC Mahndorf - SC Vahr - BTS Neustadt - Atlas Delmenhorst - TSV Havelse | - BV Cloppenburg - Sportfreunde Ricklingen - SC Harsum - TuS Esens - SpVg Aurich | - TuS Lingen - Blau-Weiß Lohne - SpVgg Göttingen - Arminia Hannover - Hannover 96 II |

### Última Temporada
Estos fueron los clubes que jugaron en la temporada 2003/04 y a donde fueron distribuidos:
| a la Regionalliga Nord: - VfL Wolfsburgo II a la Oberliga Nord: - Eintracht Nordhorn - SV Wilhelmshaven - BV Cloppenburg - Hannover 96 II - Kickers Emden - Arminia Hannover - SV Meppen | a la Verbandsliga Bremen: - FC Oberneuland - SC Weyhe a la Verbandsliga Niedersachsen-Ost: - Eintracht Braunschweig II - Rotenburger SV - SSV Vorsfelde - Lüneburger SK a la Verbandsliga Niedersachsen-West: - VfB Oldenburg - SC Langenhagen - VfV Hildesheim abandonó la liga: - Concordia Ihrhove |

## Ediciones Anteriores
| Season    | Club                    |
| --------- | ----------------------- |
| 1994–95   | BV Cloppenburg          |
| 1995–96   | Sportfreunde Ricklingen |
| 1996–97   | Eintracht Nordhorn      |
| 1997–98   | Lüneburger SK           |
| 1998–99   | SC Göttingen 05         |
| 1999–2000 | Kickers Emden           |
| 2000–01   | SC Göttingen 05         |
| 2001–02   | VfB Oldenburg           |
| 2002–03   | Kickers Emden           |
| 2003–04   | VfL Wolfsburgo II       |

Fuente:

## Equipos por temporada
| Club                      | 1995 | 1996 | 1997 | 1998 | 1999 | 2000 | 2001 | 2002 | 2003 | 2004 |
| ------------------------- | ---- | ---- | ---- | ---- | ---- | ---- | ---- | ---- | ---- | ---- |
| VfL Wolfsburgo II         |      |      |      |      |      | 3    | 9    | 6    | 2    | 1    |
| Eintracht Nordhorn        |      | 8    | 1    | R    | R    | R    | 5    | 2    | 4    | 2    |
| SV Wilhelmshaven          | R    | R    | R    | R    | R    | R    | R    | 3    | 3    | 3    |
| BV Cloppenburg            | 1    | R    | 7    | 2    | R    | R    | 4    | 10   | 5    | 4    |
| Hannover 96 II            | 11   | 12   | 16   |      |      |      | 14   |      |      | 5    |
| Kickers Emden             | R    | R    | R    | R    | R    | 1    | 2    | 8    | 1    | 6    |
| Arminia Hannover          | 8    | 11   | 2    | R    | R    | R    | 3    | 11   | 7    | 7    |
| SV Meppen                 | 2B   | 2B   | 2B   | 2B   | R    | R    | 11   | 4    | 8    | 8    |
| VfB Oldenburg             | R    | R    | 2B   | R    | R    | R    | 8    | 1    | 6    | 9    |
| Eintracht Braunschweig II |      |      |      |      |      |      |      |      | 9    | 10   |
| Concordia Irhove          |      |      | 8    | 8    | 8    | 6    | 10   | 7    | 14   | 11   |
| FC Oberneuland            |      |      | 4    | 3    | 3    | 2    | 6    | 5    | 10   | 12   |
| Rotenburger SV            |      |      |      | 9    | 11   | 7    | 7    | 13   | 13   | 13   |
| SC Langenhagen            |      |      |      |      |      |      |      | 14   | 11   | 14   |
| VfV 06 Hildesheim         |      |      |      |      |      |      |      |      | 12   | 15   |
| SSV Vorsfelde             |      |      | 3    | 10   | 10   | 10   |      |      |      | 16   |
| Lüneburger SK             | R    | R    | R    | 1    | R    | R    | R    | 15   | 15   | 17   |
| SC Wehye                  |      |      |      |      |      |      |      | 17   |      | 18   |
| SC Göttingen 05           | R    | 2    | R    | R    | 1    | R    | 1    | 9    | 16   |      |
| FC Schüttorf              |      |      |      | 14   |      | 5    | 12   | 12   | 17   |      |
| FC Bremerhaven            | R    | 9    | 13   | 5    | 2    | R    | 16   |      | 18   |      |
| SVG Einbeck               |      |      |      | 12   | 6    | 11   |      | 16   |      |      |
| TuS Celle                 | R    | R    | R    | R    | R    | R    | 13   | 18   |      |      |
| TSV Havelse               | 3    | 6    | 10   | 4    | 5    | 4    | 15   |      |      |      |
| Blau-Weiß Lohne           | 5    | 5    | 15   |      | 9    | 9    | 17   |      |      |      |
| TuS Lingen                | 7    | 10   | 5    | 6    | 4    | 8    | 18   |      |      |      |
| Südharz Walkenried        |      | 7    | 9    | 13   | 14   | 12   |      |      |      |      |
| MTV Wolfenbüttel          |      |      | 11   | 11   | 7    | 13   |      |      |      |      |
| BTS Neustadt              | 15   |      |      |      |      | 14   |      |      |      |      |
| SVG Göttingen             | 12   | 3    | 12   | 7    | 12   | 15   |      |      |      |      |
| Sportfreunde Ricklingen   | 4    | 1    | R    | R    | R    | 16   |      |      |      |      |
| Atlas Delmenhorst 1       | 2    | R    | R    | R    | 13   |      |      |      |      |      |
| MTV Gifhorn               |      |      |      |      | 15   |      |      |      |      |      |
| SV Werder Bremen III      |      |      |      |      | 16   |      |      |      |      |      |
| SC Harsum                 | 6    | 4    | 6    | 15   |      |      |      |      |      |      |
| Blumenthaler SV           |      |      |      | 16   |      |      |      |      |      |      |
| SpVg Aurich               | 10   | 13   | 14   |      |      |      |      |      |      |      |
| KSV Vatan Sport Bremen    |      | 14   |      |      |      |      |      |      |      |      |
| SC Vahr                   | 13   | 15   |      |      |      |      |      |      |      |      |
| TuS Esens                 | 9    | 16   |      |      |      |      |      |      |      |      |
| Preußen Hameln            | 14   |      |      |      |      |      |      |      |      |      |
| FC Mahndorf               | 16   |      |      |      |      |      |      |      |      |      |

Fuente:
- 1 El Atlas Delmenhorst abandonó la liga en 1999.

### Simbología
| Símbolo | Significado                       |
| ------- | --------------------------------- |
| B       | Bundesliga (1963–presente)        |
| 2B      | 2. Bundesliga (1974–presente)     |
| R       | Regionalliga Nord (1994–presente) |
| 1       | Campeón de Liga                   |
| Lugar   | Liga                              |
| Blanco  | Jugó en una liga inferior         |